# 6:2-Fluortelomersulfonamidalkylbetain
6:2-Fluortelomersulfonamidalkylbetain (6:2-FTAB) ist ein polyfluoriertes Tensid, das in AFFF-Feuerlöschschaummitteln der häufig in Deutschland eingesetzten Produkte (beispielsweise das Fluorosurfactant Capstone 1157) in hohen Anteilen enthalten ist. Mit 21,1 Tonnen pro Jahr macht es 6 % der Tonnage an Fluortensiden aus, die von Herstellern, die an der Eurofeu-Umfrage 2018 teilgenommen haben, für die Herstellung von Feuerlöschschäumen gekauft wurden.
Bei 6:2-FTAB handelt es sich um ein Betain und ein Derivat der 6:2-Fluortelomersulfonsäure. In der Umwelt und z. B. im Klärschlamm wird es über mehrere Zwischenschritte zu Perfluorheptansäure und andere Perfluorcarbonsäuren umgewandelt. Dies geschieht allerdings nur sehr langsam.
Ein eng verwandtes Produkt ist das N-(Oxido)-N,N-dimethyl-3-{[(3,3,4,4,5,5,6,6,7,7,8,8,8-tridecafluoroctyl)sulfonyl]amino}-1-propanamin, das statt einer Carboxylatgruppe eine Aminoxid-Funktion aufweist.